# The Plague
 The Plague — сингл до альбому Nekrolog 43, гурту Diary of Dreams, який вийшов у вересні 2007 року.

## Композиції
1. The Plague (Vers. N41) [3:51]
2. The Plague (Vers. N4-4) [4:47]
3. Allocution [5:18]
4. Traumtanzer (Memorial Version 07) [4:41]

## Склад учасників
- Мастеринг — Лайнер Ассманн
- Фото — Ларс Лангмайєр
- Лірика, музика, лірика, продюсування — Адріан Гейтс